# Келоуна
Кело́уна  (англ. Kelowna, сал. Kiʔláwnaʔ) — місто з площею 211,82 км² провінції Британської Колумбії в Канаді. Місто налічує 136 290 мешканців (на 2021 рік), густота населення складає 553,8 ос./км². Келовна є частиною Регіонального округу Сентрал-Оканаган і найбільшим містом у регіоні.

## Історія
Офіційною датою заснування міста є 5 травня 1905 року, проте відомо, що корінний народ Сайлікс проживав на цій території за 9 000 років до того, як сюди прийшли європейці. Саме представники корінного народу дали назву місту, яка перекладається з їхньої мови як «ведмідь-гризлі». Першим європейцем, який оселився в регіоні був священник Пандосі. Метою його прибуття була місіонерська діяльність серед місцевого населення. Згодом до нього приєдналися ще два ченці — Річард і Сурел. Разом вони заснували місію на цій території. Прибуття місіонерів викликало інтерес до місцевості, в якій люди побачили сільськогосподарський потенціал. У 1893 році Лорд Абердин, генерал-губернатор Канади, купив велику ділянку землі в долині Оканаган, побачивши перспективу у вирощуванні фруктів у цій місцевості.
На момент заснування міста, у 1905 році, населення Келовни складало 600 мешканців. Через нездатність влади впоратися з лісовими пожежами, місто значно постраждало від пожежі у серпні 2023 року.

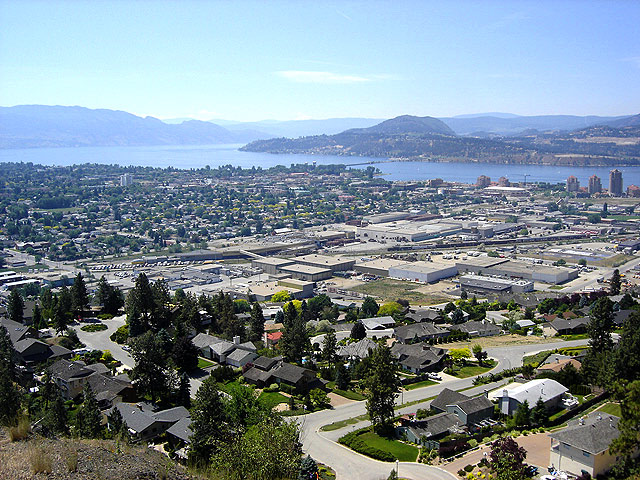
Келоуна і озеро Оканаган

## Клімат
Клімат Келоуни вологий континентальний, з теплим сухим літом і морозною сніжною зимою. Середньорічна температура - 8,4°С, найтеплішим місяцем року є липень з середньою температурою 20,6°С, а найхолоднішим — січень з середньою температурою -2,5°С. Середньорічна кількість опадів — 691 мм. Найменша кількість опадів в серпні, і вона складає 27 мм, в той час як найбільш дощовим є листопад з середньою кількістю опадів, рівною 87 мм.

## Економіка
Келоуна має розвинуту і різноманітну економіку. Основні галузі економіки — туризм, сільське господарство, виноробство, медичний сектор. Рівень безробіття становить 4,6 % (дані на травень 2022).

## Міста-побратими
- Касуґай, Японія
- Віндам, Нідерланди